# Annok Sarri Nordrå
Annok Sarri Nordrå, folkbokförd Anna Helena, född 14 januari 1931 i Gällivare, död 4 maj 2013 i Kiruna (Jukkasjärvi församling), var en samisk-svensk författare. Hon var gift med den norska författaren Olav Nordrå, och de bodde för det mesta i Oslo. Hon var syster till Enok Sarri och fjällföraren Lasse Sarri.
Trilogin Ravnas vinter (1973), Fjellvuggen (1975) och Avskjeden med Saivo (1981), som hon skrev på norska, berättar om en sameflickas uppbrott från hemlandet och den samiska traditionen, och om hur hon integreras i det stora samhället utan att rötterna i det samiska helt går förlorade.
Annok Sarri Nordrå har även skrivit boken Lapplandsraderingar (1989) på svenska.